# Momci s Madisona
Momci s Madisona je američka televizijska serija koju je kreirao i producirao Matthew Weiner. Serija se u originalu emitira na američkoj kabelskoj mreži AMC, a producira ju Lionsgate Television. Prva epizoda prikazana je 19. srpnja 2007., a 17. listopada 2010. godine s emitiranjem je završila četvrta sezona serije. U aktivnom ugovoru između mreže AMC i kreatora serije Matthewa Weinera stoji da se mora producirati još barem jedna sezona serije koja bi se trebala emitirati tijekom 2011. godine. Svaka sezona serije sastoji se od 13 epizoda.
Serija Momci s Madisona radnjom je smještena u 60-te godine prošlog stoljeća u izmišljenoj marketinškoj agenciji "Sterling Cooper" koja se nalazi u Aveniji Madison u New Yorku, a kasnije u novoosnovanoj tvrtki "Sterling Cooper Draper Pryce". Glavni likovi i okosnica serije su Don Draper (Jon Hamm), direktor kreativnog marketinškog odjela u tvrtki "Sterling Cooper" i jedan od osnivača i partnera kasnije tvrtke "Sterling Cooper Draper Pryce" te svi oni koji se nalaze u njegovom privatnom i poslovnom životu. Kao takva, serija se regularno bavi samim likovima kao i političkim i društvenim situacijama koje karakteriziraju 60-te godine prošlog stoljeća u SAD-u. 
Momci s Madisona jedna je od kritički najhvaljenijih serija posljednjih godina, a među najvećim kvalitetama ističu se njezina povijesna autentičnost i vizualni stil. Osvojila je brojne ugledne televizijske nagrade, među kojima je i 13 osvojenih nagrada Emmy. Upravo je na Emmyjima serija tri godine zaredom proglašena najboljom u kategoriji dramske serije, osvojivši nagradu 2008., 2009. i 2010. godine.

## Produkcija

### Koncepcija serije
2000. godine, dok je radio kao jedan od pisaca na seriji Becker, Matthew Weiner napisao je prvi nacrt scenarija za probnu (pilot) epizodu serije koja će se kasnije nazvati Mad Men. Televizijski producent David Chase, nakon što je pročitao scenarij, pozvao je Weinera da mu se pridruži kao jedan od scenarista za seriju Obitelj Soprano. "Bila je živa i imala je nešto novo za reći," rekao je Chase. "Napokon je netko napisao priču o marketingu u 60-tima i kroz tu prizmu također progovarao o novoj američkoj povijesti." Ipak, Weiner je stavio na stranu scenarij u sljedećih sedam godina tijekom kojih niti HBO niti Showtime nisu pokazali interes za projekt... Sve dok prikazivanje serije Obitelj Soprano nije došlo do posljednje sezone, a kabelska mreža AMC tražila novi projekt.

### Snimanje serije
Pilot epizoda snimljena je u studijima Silvercup i na raznim lokacijama u New Yorku; kasnije epizode snimane su u studijima u Los Angelesu. Scenaristi serije, uključujući i kreatora Weinera, uložili su ogromne napore u istraživanje perioda u kojem se radnja serije događa kako bi publici prikazali što detaljniju scenografiju, kostimografiju i povijesnu točnost, u isto vrijeme producirajući autentični vizualni stil koji je toliko hvaljen od strane kritičara. Budžet svake epizode iznosi između 2 i 2,5 milijuna dolara, iako je pilot epizoda koštala preko 3 milijuna dolara. Što se tiče scena u seriji koje sadržavaju pušenje cigareta, Weiner je izjavio: "Napraviti seriju bez pušenja bilo bi smiješno. Bilo bi previše lažno." Budući da glumci prema Kalifornijskom zakonu ne smiju pušiti prave cigarete na radnom mjestu, svi puše herbalne cigarete. 

### Format epizoda
Uvodna špica svake epizode sastoji se od grafičke animacije biznismena koji pada s visine, okružen neboderima u kojima vidimo odraze reklamnih postera i "billboardova", a sve dok u pozadini slušamo kratku instrumentalnu izvedbu naziva "A Beautiful Mine" u izvedbi RJD2. Biznismen se u špici pojavljuje kao crno-bijela silueta. Uvodna špica serije vrlo je slična uvodnim špicama filmova Sjever-sjeverozapad i Vrtoglavica, redatelja Alfreda Hitchcocka. Weiner je izjavio da su upravo Hitchcockovi filmovi imali snažan utjecaj na vizualni stil serije. Svaka epizoda završava s različitom glazbom u pozadini koja se sadrži ili od originalne glazbe za seriju koju je napisao David Carbonara ili od popularne glazbe iz 60-tih, a nekoliko epizoda završilo je i u totalnoj tišini.

## Glavni likovi
Donald "Don" Draper, rođen kao Dick Whitman (Jon Hamm): kreativni direktor i juniorski partner marketinške agencije Sterling Cooper, a od početka četvrte sezone puni partner novo-osnovane tvrtke Sterling Cooper Draper Pryce, glavni je lik serije. Snažan konzument alkohola i cigareta, sumnjive prošlosti, Don je ostvario veliku karijeru u svijetu marketinga. Sve do kraja treće sezone serije, oženjen je s Elizabeth "Betty" Draper s kojom ima troje djece; ali njegova učestala nevjera uz njezino otkriće njegove prošlosti dovela je do razdvajanja i kasnijeg službenog razvoda. Draperovo pravo ime je Dick Whitman; preuzeo je identitet Dona Drapera tijekom Korejskog rata nakon njegove smrti kako bi pobjegao od svoje vlastite, ružne prošlosti.
Margaret "Peggy" Olson (Elisabeth Moss): tijekom serije mlada Olsonica napreduje od obične tajnice Donalda Drapera do pozicije "copywritera" s vlastitim uredom. Tijekom prve sezone zatrudni, a otac djeteta je kolega iz ureda Pete Campbell. Trudnoću, ipak, ne otkrivaju niti kolege iz ureda, niti obitelj, ali niti sama Olsonica sve do trenutka poroda kad završi na hitnoj. Mladi Campbell je nesvjestan činjenice da imaju dijete (kojeg je dala na posvajanje) sve do kraja druge sezone kad mu Peggy prizna istinu. Tijekom treće sezone, Peggy u svoju novu tvrtku pozove bivši kolega Duck Phillips. Ipak, ona ga odbija, ali njegova upornost na kraju ih odvodi u krevet. Premda to vrlo rijetko priznaje, Don je naklonjen Peggy zbog njezinih izuzetnih poslovnih sposobnosti i to postaje jedan od glavnih razloga zbog čega ju on pozove u novu tvrtku koju osnivaju na početku četvrte sezone - Sterling Cooper Draper Pryce. U novoj tvrtki daje joj veću slobodu u razvoju njezinih kreativnih marketinških ideja, ali ju u isto vrijeme i dalje neprestano tjera da radi što bolje.
Peter "Pete" Campbell (Vincent Kartheiser): mladi, ambiciozni poslovni menadžer. Nakon što sazna neke informacije o Draperovoj prošlosti, pokuša ga ucijeniti. Ipak, njih dvojica razviju uzajamni respektabilni poslovni odnos koji će kulminirati Donovim pozivom u novu agenciju. Campbell i njegova žena Trudy bezuspješno pokušavaju imati dijete, a Pete sve do kraja druge sezone ne zna da već zapravo ima dijete i to s kolegicom Peggy koja mu to tek tada priznaje. Pred kraj treće sezone, nezadovoljan svojim statusom u tvrtki Sterling Cooper, Pete potajno planira otkaz. Potpuno nesvjestan toga, Don Draper mu prilazi s ponudom za rad u novoj tvrtki pod uvjetom da Pete u tvrtku dovede svoje klijente u vrijednosti od 8 milijuna dolara. Campbell se odlučuje pridružiti Donu uz uvjet da postane puni partner, iako se njegovo ime ne pojavljuje u imenu tvrtke (Sterling Cooper Draper Pryce). Campbell je jedan od rijetkih likova u seriji koji ne puši cigarete.
Elizabeth "Betty" Francis (trenutno Hofstadt, ranije Draper) (January Jones): bivša žena Dona Drapera i majka njihovo troje djece: Sally, Bobby i Eugene Scott. Odrasla u malom predgrađu Philadelphije (država Pennsylvania), upoznala je Dona dok je radila kao model na Manhattanu, a ubrzo nakon toga njih dvoje su se vjenčali. Na početku serije njih dvoje su u braku već sedam godina (1953. – 1960.) i žive u Ossiningu (New York). Tijekom prve dvije sezone Betty postaje bolno svjesna muževe nevjere. Nakon kratkog razdvajanja, Betty ipak dopusti Donu da se vrati kući i ubrzo saznaje da je po treći put trudna. Na kraju treće sezone odlazi u Reno (prosinac 1963.) s namjerom da se razvede od Dona. Na početku četvrte sezone (studeni 1964.) Betty i Don već su razvedeni, a ona je udana za Henryja Francisa. Skupa s novim mužem i njezinom djecom iz prvog braka nastavlja živjeti u Draperovoj staroj kući, ali do kraja sezone odluče se preseliti u drugu kuću u Rye.
Joan Harris (trenutno Holloway) (Christina Hendricks): voditeljica ureda i šefica svim tajnicama u tvrtki Sterling Cooper. Bila je u dugogodišnjoj vezi s kolegom Rogerom Sterlingom sve do njegova dva srčana udara zbog kojih je prekinuo aferu. U drugoj sezoni Joan se zaručuje s doktorom Gregom Harrisom, a do treće sezone njih dvoje su vjenčani i na Gregov prijedlog ona daje otkaz u tvrtki Sterling Cooper. Njihov brak dolazi na kušnju kad Gregu postane problem pronaći posao kirurga što Joan prisiljava da pronađe posao u trgovini s odjećom, a kasnije i da nazove Rogera Sterlinga i zamoli da joj pronađe neki uredski posao. Zbog njezinih izuzetnih menadžerskih sposobnosti, Joan pozovu u novo-osnovanu agenciju koju oformljuju Don, Roger, Bert i Lane. U međuvremenu, Gregova snažna želja da postane kirurgom dovodi ga do odluke da se priključi vojski SAD-a pa na početku četvrte sezone biva poslan na vojnu obuku i u Vijetnam. Dok joj nema muža, Joan i Roger vrlo kratkotrajno obnavljaju svoju seksualnu vezu što dovodi do njezine trudnoće. Iako u početku Joan odluči abortirati, na kraju sezone saznajemo da to ipak nije učinila već je odlučila reći Gregu za trudnoću i uvjeriti ga da je dijete njegovo.
Roger Sterling, Jr. (John Slattery): jedan od dvojice starih partnera tvrtke Sterling Cooper, nekadašnji mentor Dona Drapera. Njegov otac osnovao je tvrtku s Bertramom Cooperom pa je tako i njegovo ime ispred Cooperovog u nazivu. Na slici koja se nalazi u Cooperovom uredu vidimo malog Rogera dok je bio dijete skupa s Cooperom kao mladićem. U drugoj sezoni Bertram Cooper spominje u jednom trenutku svoju pokojnu ženu koja je Rogera upoznala s Monom, njegovom sadašnjom ženom, a s kojom se Roger nalazi u procesu razvoda zbog bivše Donove tajnice, 22-godišnje Jane. Tijekom Drugog svjetskog rata, Sterling je služio u mornarici SAD-a i bio poznati ženskaroš sve dok mu planove nisu pokvarila dva iznenadna srčana udara (premda srčani udari nisu puno poremetili njegovu snažnu konzumaciju alkohola i cigareta). Prije braka s Jane, Roger je imao dugoročnu preljubničku aferu s Joan Holloway. Tijekom četvrte sezone, njih dvoje kratkotrajno obnove svoju romansu što rezultira Joaninom trudnoćom. U četvrtoj sezoni također otkrivamo da je upravo Roger bio taj koji je zaposlio Dona Drapera u tvrtki Sterling Cooper sredinom 50-tih godina prošlog stoljeća. Njegova primarna funkcija u novoj tvrtki (Sterling Cooper Draper Pryce) nisu više svakodnevne aktivnosti i odlasci na sastanke, već briga o njihovom najvećem klijentu koji im donosi i najveći profit: Lucky Strike. Međutim, stvari za novu tvrtku krenu nizbrdo kad Lucky Strike odluči promijeniti agenciju.

## Vanjske poveznice
- Momci s Madisona u internetskoj bazi filmova IMDb-a